# Francesco Di Leva
Francesco Di Leva (Nápoles, 4 de septiembre de 1978) es un actor italiano.

## Biografía
Nacido y criado en el barrio napolitano de San Giovanni a Teduccio, comenzó a actuar en series de televisión en 1999 y pasó a protagonizar varias películas. En 2011, fue nominado al Premio David de Donatello al mejor actor de reparto por la película Una vita tranquilla y ganó el Premio Guglielmo Biraghi.
En 2019, ganó el Premio Pasinetti al mejor actor (junto con su conciudadano Massimiliano Gallo) por su papel en la película de Mario Martone Il sindaco del Rione Sanità. Junto a Gallo también actuó en la serie de televisión Vincenzo Malinconico, avvocato d'insuccesso en 2022, año en el que debutó en el cine como guionista de La cura, película que también protagonizó. En 2023 ganó el David de Donatello al mejor actor de reparto por su papel del sacerdote Luigi Rega en Nostalgia, dirigida por Martone. En 2025, fue distinguido con el mismo premio por su interpretación en Familia, de Francesco Costabile.

## Filmografía

### Actor

#### Cine
- La donna lupo, de Aurelio Grimaldi (1999)
- Iris, de Aurelio Grimaldi (1999)
- Malafemmene, de Fabio Conversi (2001)
- Un mondo d'amore, de Aurelio Grimaldi (2001)
- Rosa Funzeca, de Aurelio Grimaldi (2002)
- Pater familias, de Francesco Patierno (2003)
- Moro, de Aurelio Grimaldi (2003)
- Segui le ombre, de Lucio Gaudino (2004)
- Certi bambini, de Andrea y Antonio Frazzi (2004)
- Vento di terra, de Vincenzo Marra (2004)
- Mater Natura, de Massimo Andrei (2005)
- Sotto la stessa luna, de Carlo Luglio (2005)
- Una notte, de Toni D'Angelo (2007)
- Tris di donne e abiti nuziali, de Vincenzo Terracciano (2009)
- Noi credevamo, de Mario Martone (2010)
- Una vita tranquilla, de Claudio Cupellini (2010)
- Waves, de Corrado Sassi (2012)
- Milionari, de Alessandro Piva (2014)
- Natale col boss, de Volfango De Biasi (2015)
- La stoffa dei sogni, de Gianfranco Cabiddu (2016)
- Caccia al tesoro, de Carlo Vanzina (2017)
- Metti la nonna in freezer, de Giancarlo Fontana y Giuseppe Stasi (2018)
- Bob & Marys - Criminali a domicilio, de Francesco Prisco (2018)
- Il sindaco del rione Sanità, de Mario Martone (2019)
- Fino ad essere felici, de Paolo Cipolletta (2020)
- Il delitto Mattarella, de Aurelio Grimaldi (2020)
- Il buco in testa, de Antonio Capuano (2020)
- Un mondo in più, de Luigi Pane (2021)
- La peste, de Francesco Patierno (2021)
- Qui rido io, de Mario Martone (2021)
- Il bambino nascosto, de Roberto Andò (2021)
- Benvenuti in casa Esposito, de Gianluca Ansanelli (2021)
- Un mondo in più, de Luigi Pane (2021)
- Come prima, de Tommy Weber (2021)
- Nostalgia, de Mario Martone (2022)
- Ti mangio il cuore, de Pippo Mezzapesa (2022)
- La cura, de Francesco Patierno (2022)
- Mixed by Erry, de Sydney Sibilia (2023)
- Última noche en Milán, de Andrea Di Stefano (2023)
- Adagio , de Stefano Sollima (2023)
- El tren de los niños, de Cristina Comencini (2024)
- Glory Hole, de Romano Montesarchio (2024)
- Familia, de  Francesco Costabile (2024)
- Nottefonda, de Giuseppe Miale di Mauro (2025)

#### Televisión
- Un nuovo giorno, de Aurelio Grimaldi – telefilme (1999)
- La squadra – serie de televisión, episodio 4x01 (2003)
- R.I.S. - Delitti imperfetti – serie de televisión, episodio 2x11 (2006)
- Crimini – serie de televisión, episodio 1x02 (2006)
- La nuova squadra – serie de televisión (2008)
- Il sorteggio, de Giacomo Campiotti – telefilme  (2010)
- Squadra antimafia - Palermo oggi – serie de televisión, episodios 2x01, 3x01 (2010-2011)
- Il clan dei camorristi – serie de televisión, 8 episodios (2013)
- Vincenzo Malinconico, avvocato d'insuccesso – serie de televisión (2022-2024)
- Wonderboys: en busca del tesoro secreto de Nápoles – serie de televisión (2024)
- El gatopardo – serie de televisión (2025)

### Guionista
- La cura, de Francesco Patierno (2022)

## Teatro
- De Pretore (1999)
- Pericle (2000)
- Spose... un morto una madonna una carriola (2001)
- Un clandestino davvero speciale (2001)
- La ballata del posto sbagliato (2002)
- Pà (2003)
- Don Giovanni (2003)
- Appunti per uno spettacolo da fare (2004)
- L'opera segreta (2005)
- Napoli milionaria (2005)
- Le voci di dentro (2006)
- Stazione marittima (2006)
- Gomorra (2007)
- Santos (2009)
- Bianco polvere (2009)
- 12 baci sulla bocca (2010)
- La città perfetta (2012)
- Educazione siberiana (2013)
- La Carmen (2015)
- Gli onesti della banda, dirigido por G. Mialedimauro (2016)
- La morte di Danton, dirigido por Mario Martone (2016)
- ¡Chao, don Antonio Barracano! (Il sindaco del rione Sanità]) de Eduardo De Filippo, dirigido por Mario Martone (2017)
- La chunga, dirigido por Pappi Corsicato
- Scalo marittimo, de Raffaele Viviani, dirigido por Giuseppe Miale di Mauro (2022)

## Premios y nominaciones
David de Donatello
| Año  | Categoría              | Película                    | Resultado |
| ---- | ---------------------- | --------------------------- | --------- |
| 2011 | Mejor actor de reparto | Una vita tranquilla         | Nominado  |
| 2020 | Mejor actor            | Il sindaco del rione Sanità | Nominado  |
| 2023 | Mejor actor de reparto | Nostalgia                   | Ganador   |
| 2025 | Mejor actor de reparto | Familia                     | Ganador   |

Nastro d'argento
| Año  | Categoría              | Película                    | Resultado |
| ---- | ---------------------- | --------------------------- | --------- |
| 2020 | Mejor actor            | Il sindaco del rione Sanità | Nominado  |
| 2022 | Mejor actor de reparto | Nostalgia                   | Ganador   |

Ciak d'oro
| Año  | Categoría   | Película                       | Resultado |
| ---- | ----------- | ------------------------------ | --------- |
| 2020 | Mejor actor | Il sindaco del rione Sanità    | Nominado  |
| 2024 | Mejor actor | Familia y El tren de los niños | Ganador   |